# Ostebi
Ostebi est le mot basque désignant la « pluie céleste ». On attribue les pluies bénéfiques de printemps à la divinité céleste Ost ou Ortzi. On croit ainsi que la pluie de mai fait pousser les cheveux et à cette occasion, beaucoup de personnes sortaient tête nue. Cette coutume était assez répandue en Pays basque. La pluie de mai favorise les personnes et les choses, c'est ce qui se dit dans la région de Sare (Labourd). 

## Étymologie
Ostebi signifie « pluie céleste » en basque. Le suffixe a désigne l'article: ostebia se traduit donc par « la pluie céleste ».